# ヘンリー・スコット (第3代デロラン伯爵)
第3代デロラン伯爵ヘンリー・スコット（英語: Henry Scott, 3rd Earl of Delorain、1712年2月11日 – 1740年1月31日）は、スコットランド貴族、イギリス海軍の軍人。

## 生涯
初代デロラン伯爵ヘンリー・スコットと1人目の妻アン（Anne、1720年10月22日没、旧姓ダンクーム（Duncombe）、ウィリアム・ダンクームの娘）の息子として、1712年2月11日に生まれた。
エリザベス・フェンウィック（Elizabeth Fenwick、1794年6月5日没、ジョン・フェンウィックの娘）と結婚して、2男をもうけた。
- ヘンリー（1737年2月8日 – 1807年9月10日） - 第4代デロラン伯爵
- ジョン（1738年10月6日 – 1788年12月31日） - 1757年、イザベラ・ヤング（Isabella Young、1791年8月17日没）と結婚、1男ジョン（1799年没）をもうけた

イギリス海軍の大尉になり、1739年には地中海で6等艦シーフォードを指揮した。
1739年5月11日に兄フランシスが死去すると、デロラン伯爵位を継承したが、自身も1740年1月31日にアクトンで病死、3歳に満たない息子ヘンリーが爵位を継承した。